# أولف مارك شنايدر
أولف مارك شنايدر (بالألمانية: Ulf Schneider)‏ هو شخصية أعمال ألماني، ولد في 1965 في نويفيد في ألمانيا.